# Marmuzovicî, Busk
Marmuzovicî (în ucraineană Мармузовичі) este localitatea de reședință a comunei Andriivka din raionul Busk, regiunea Liov, Ucraina.

## Demografie
Componența lingvistică a localității Marmuzovicî
     Ucraineană (99,93%)
     Alte limbi (0,07%)
Conform recensământului din 2001, majoritatea populației localității Marmuzovicî era vorbitoare de ucraineană (99,93%), existând în minoritate și vorbitori de alte limbi.